# Just Like a Woman (film 2012)
Just Like a Woman è un film del 2012 diretto da Rachid Bouchareb.

## Trama
Il film narra di una donna di Chicago (Sienna Miller) e una amica araba (Golshifteh Farahani) entrambe in fuga dalle rispettive famiglie, che viaggiano verso il New Mexico per un concorso di danza del ventre, ma il loro passato tinto di violenza non smetterà di perseguitarle.